# Joseph de Saxe-Altenbourg
Pour les articles homonymes, voir Joseph Ier.
Ne doit pas être confondu avec Joseph de Saxe-Cobourg-Gotha.
Joseph de Saxe-Altenbourg (en allemand : Joseph Georg Friedrich Ernst Karl von Sachsen-Altenburg) (27 août 1789 - 25 novembre 1868) est duc Saxe-Altenbourg de 1834 à 1848.
Il abdique en faveur de son frère Georges de Saxe-Altenbourg.

## Biographie

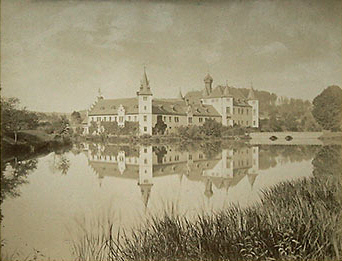
Le château de Fröhliche Wiederkunft restauré par le duc Joseph de Saxe-Altenbourg

### Appartenance à la maison de Saxe
Joseph de Saxe-Altenbourg est le fils aîné survivant et le quatrième des douze enfants de Frédéric Ier de Saxe-Hildburghausen et de Charlotte de Mecklenbourg-Strelitz.
Il appartient à la quatrième branche, elle-même issue de la deuxième branche de la Maison de Wettin. La Maison ducale de Saxe-Altenbourg appartient à la branche Ernestine fondée en 1485 par Ernest de Saxe. Joseph de Saxe-Altenbourg appartient à la seconde lignée de Saxe-Altenbourg. La première lignée, fondée en 1603, s'éteint en 1672, à la mort, sans postérité masculine, de Frédéric-Guillaume III duc de Saxe-Altenbourg.

### Faits militaires
Joseph de Saxe-Altenbourg combat avec son frère Georges de Saxe-Altenbourg dans les rangs de l'armée des alliés contre l'armée impériale de Napoléon Ier. Il devient par la suite commandant général dans les armées saxonnes. Il succède à son père Frédéric Ier de Saxe-Hildburghausen, fondateur de la seconde lignée des Saxe-Altenbourg, créée à la suite d'un partage des possessions ducales saxonnes, le 12 novembre 1826. Le duc Frédéric avait déjà, en 1830, associé au pouvoir son fils aîné Joseph en qualité de co-régent. Joseph devient duc régnant à la mort de son père, le 29 septembre 1834.

### Règne

#### Progrès sensibles sous un règne conservateur
La toute première année de co-régence marque des progrès notables. Après des soulèvements populaires dans plusieurs villes allemande, dans le sillage de la Révolution de Juillet 1830 en France, le 29 avril 1831, le duché de Saxe-Altenbourg reçoit, à l'instar d'autres États allemands, une constitution, limitant les pouvoirs du duc régnant. Les lois doivent désormais être établies par le duc en collaboration avec le parlement de l'État (le Landstag ou diète). Ce nouvel arsenal législatif porte sur des domaines divers et concrets, jusqu'en 1848. Des lois sont promulguées concernant des sujets tels que : l'abolition des droits de bière et d'interdiction (1834), l'abolition de la tutelle de genre (1836), le remplacement du travail forcé et des servitudes de propriété (1837), la rédaction d'un code des serviteurs (1840), une loi ab intestat et successorale et un code pénal (1841), ou encore, un brevet concernant les préparatifs du règlement des impôts fonciers et hypothécaires (1845).

#### Révolution de 1848
La révolution de 1848 qui se déroule en Europe engendre un renversement complet à Altenbourg également. Les citoyens se plaignent que les audiences du Landtag n'étaient pas ouvertes au public, que les dégâts de gibier n'étaient pas rémunérés, que l'utilisation du sel n'était pas gratuite, que le développement industriel était entravé par des corporations obligatoires, que le commerce et l'industrie étaient encore inférieurs à l'agriculture dans leurs droits. Au début, les autres modérés ont également pris part au mouvement - dans le sens de lutter pour un grand objectif, l'unification et le renforcement de l'Allemagne. Joseph de Saxe-Altenbourg, lui-même, promet de ne pas fermer les yeux sur des souhaits légitimes. À cette fin, l'armée a prêté serment sur la constitution le 20 mars, le 28 la censure a été levée et le droit d'association libéré, le 10 avril une nouvelle loi électorale a été promulguée et le 26, le décret pour la formation de la milice est prononcé. 
Cependant, ces mesures apportent leur lot de mécontents, car avant qu'un nouveau Landtag puisse se réunir, un conflit sanglant menaçait. Quand, pour contrôler l'effervescence, le gouvernement a appelé des renforts, le Parti populaire a protesté. Les menaces se succèdent bientôt des deux côtés : d'un côté, des troupes sont déployées, dont des Saxons, et de l'autre, des barricades sont érigées. Mais pour le moment, il était encore possible de calmer les esprits ; les étrangers ont dû se retirer et une amnistie a été prononcée. Le parlement de l'État se réunit le 22 juin 1848 ; il obtient de nouvelles concessions : abolition des impôts onéreux, dont le droit de chasser à l'étranger, octroi aux représentants du peuple du droit d'initiative législative, garantie des députés contre l'emprisonnement personnel. En dépit de ces mesures, elles ne suffisent pas à une partie de la population ; dans des assemblées populaires excitées et des clubs « sauvages », « l'État libre » est proclamé comme objectif en réaction à un gouvernement jugé conservateur. C'est également l'objectif d'un congrès démocratique réuni en août, qui décide de former une république de Thuringe. Or, à partir du 2 octobre 1848, le pays est occupé par les troupes impériales, d'abord par les Saxons, puis par les Hanovriens, puis à nouveau par les Saxons, et enfin, en mars 1849, par les Prussiens.
Entretemps, Joseph, sans descendance masculine et devenu prématurément veuf, abdique, deux jours après la mort inopinée de sa femme, en faveur de son frère Georges, le 30 novembre 1848, cependant ce dernier meurt, lui aussi prématurément, le 3 août 1853. En 1866, le duché de Saxe-Altenbourg entre dans la Confédération de l'Allemagne du Nord. Deux ans plus tard, Joseph de Saxe-Altenbourg meurt, à Altenbourg, à l'âge de 79 ans le 25 novembre 1868.

## Famille

### Ascendance
|  |                                                     |  |  |  |  |  |  |  |  |  |  |  |  |
|  | 8. Ernest-Frédéric II de Saxe-Hildburghausen        |  |  |  |  |  |  |  |  |  |  |  |  |
|  |                                                     |  |  |  |  |  |  |  |  |  |  |  |  |
|  |                                                     |  |  |  |  |  |  |  |  |  |  |  |  |
|  | 4. Ernest-Frédéric III de Saxe-Hildburghausen       |  |  |  |  |  |  |  |  |  |  |  |  |
|  |                                                     |  |  |  |  |  |  |  |  |  |  |  |  |
|  |                                                     |  |  |  |  |  |  |  |  |  |  |  |  |
|  | 9. Caroline d'Erbach-Fürstenau                      |  |  |  |  |  |  |  |  |  |  |  |  |
|  |                                                     |  |  |  |  |  |  |  |  |  |  |  |  |
|  |                                                     |  |  |  |  |  |  |  |  |  |  |  |  |
|  | 2. Frédéric Ier de Saxe-Hildburghausen              |  |  |  |  |  |  |  |  |  |  |  |  |
|  |                                                     |  |  |  |  |  |  |  |  |  |  |  |  |
|  |                                                     |  |  |  |  |  |  |  |  |  |  |  |  |
|  | 10. Ernest-Auguste Ier de Saxe-Weimar-Eisenach      |  |  |  |  |  |  |  |  |  |  |  |  |
|  |                                                     |  |  |  |  |  |  |  |  |  |  |  |  |
|  |                                                     |  |  |  |  |  |  |  |  |  |  |  |  |
|  | 5. Ernestine de Saxe-Weimar-Eisenach                |  |  |  |  |  |  |  |  |  |  |  |  |
|  |                                                     |  |  |  |  |  |  |  |  |  |  |  |  |
|  |                                                     |  |  |  |  |  |  |  |  |  |  |  |  |
|  | 11. Sophie-Charlotte de Brandebourg-Bayreuth        |  |  |  |  |  |  |  |  |  |  |  |  |
|  |                                                     |  |  |  |  |  |  |  |  |  |  |  |  |
|  |                                                     |  |  |  |  |  |  |  |  |  |  |  |  |
|  | 1. Joseph de Saxe-Altenbourg                        |  |  |  |  |  |  |  |  |  |  |  |  |
|  |                                                     |  |  |  |  |  |  |  |  |  |  |  |  |
|  |                                                     |  |  |  |  |  |  |  |  |  |  |  |  |
|  | 12. Charles-Louis-Frédéric de Mecklembourg-Strelitz |  |  |  |  |  |  |  |  |  |  |  |  |
|  |                                                     |  |  |  |  |  |  |  |  |  |  |  |  |
|  |                                                     |  |  |  |  |  |  |  |  |  |  |  |  |
|  | 6. Charles II de Mecklembourg-Strelitz              |  |  |  |  |  |  |  |  |  |  |  |  |
|  |                                                     |  |  |  |  |  |  |  |  |  |  |  |  |
|  |                                                     |  |  |  |  |  |  |  |  |  |  |  |  |
|  | 13. Élisabeth-Albertine de Saxe-Hildburghausen      |  |  |  |  |  |  |  |  |  |  |  |  |
|  |                                                     |  |  |  |  |  |  |  |  |  |  |  |  |
|  |                                                     |  |  |  |  |  |  |  |  |  |  |  |  |
|  | 3. Charlotte de Mecklembourg-Strelitz (1769-1818)   |  |  |  |  |  |  |  |  |  |  |  |  |
|  |                                                     |  |  |  |  |  |  |  |  |  |  |  |  |
|  |                                                     |  |  |  |  |  |  |  |  |  |  |  |  |
|  | 14. Georges-Guillaume de Hesse-Darmstadt            |  |  |  |  |  |  |  |  |  |  |  |  |
|  |                                                     |  |  |  |  |  |  |  |  |  |  |  |  |
|  |                                                     |  |  |  |  |  |  |  |  |  |  |  |  |
|  | 7. Frédérique de Hesse-Darmstadt                    |  |  |  |  |  |  |  |  |  |  |  |  |
|  |                                                     |  |  |  |  |  |  |  |  |  |  |  |  |
|  |                                                     |  |  |  |  |  |  |  |  |  |  |  |  |
|  | 15. Marie-Louise de Leiningen-Dagsbourg-Falkenbourg |  |  |  |  |  |  |  |  |  |  |  |  |
|  |                                                     |  |  |  |  |  |  |  |  |  |  |  |  |
|  |                                                     |  |  |  |  |  |  |  |  |  |  |  |  |

### Descendance

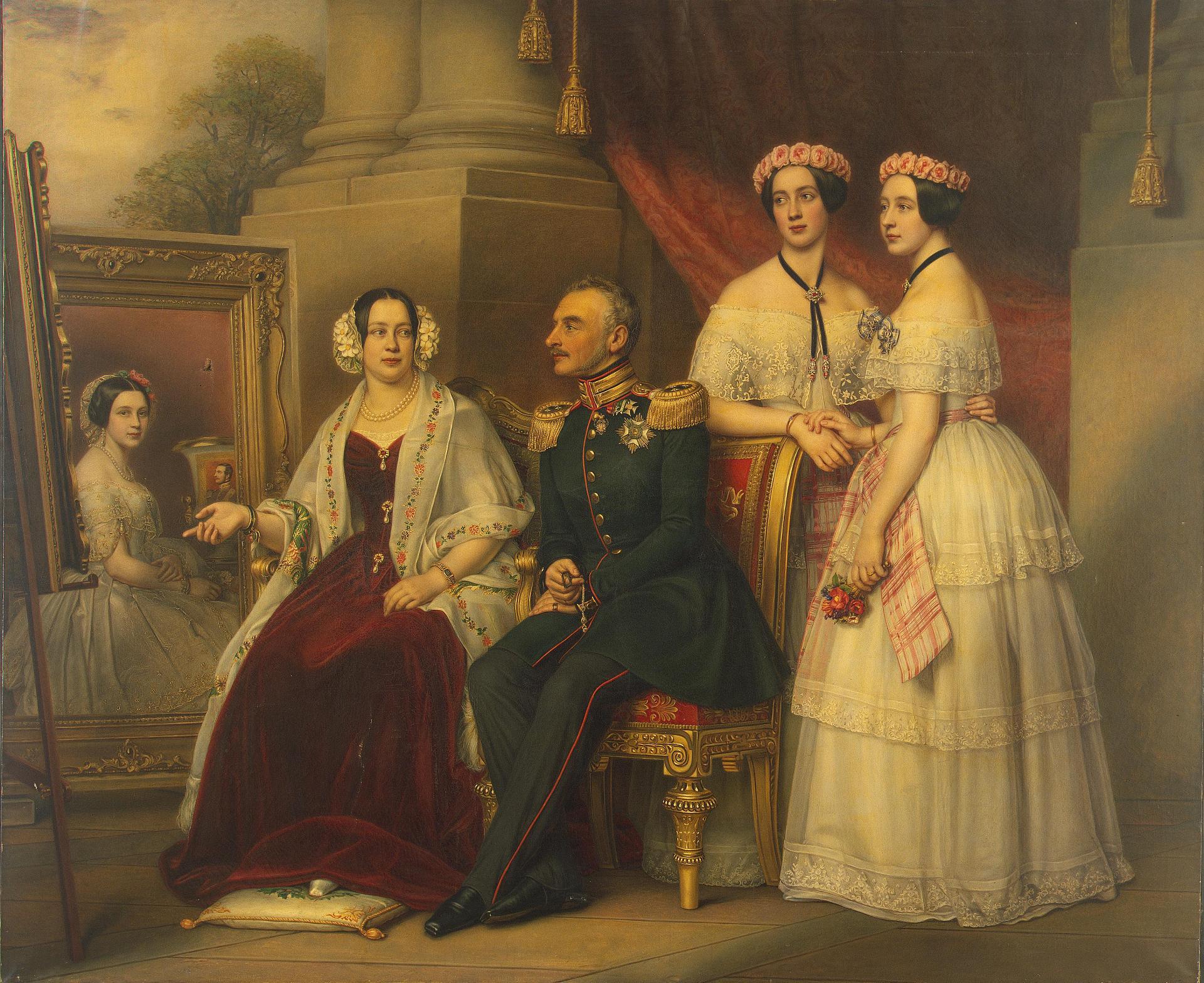
Joseph de Saxe-Altenbourg et sa famille en 1848 (Joseph Karl Stieler).

Il épouse, le 24 avril 1817 à Kirchheim unter Teck, la duchesse Amélie de Wurtemberg (1799-1848), fille du duc Louis-Frédéric de Wurtemberg et de la duchesse Henriette de Nassau-Weilbourg. Ils ont six enfants.
- Marie de Saxe-Altenbourg (14 avril 1818 - 9 janvier 1907) épouse le roi Georges V de Hanovre (27 mai 1819 - 12 juin 1878), dont descendance ;
- Pauline de Saxe-Altenbourg (24 novembre 1819 - 11 janvier 1825), célibataire, sans enfants ;
- Thérèse de Saxe-Altenbourg (9 août 1823 - 3 avril 1915), célibataire, sans enfants ;
- Élisabeth de Saxe-Altenbourg (26 mars 1826 - 2 février 1896) épouse le grand-duc Pierre II d'Oldenbourg (8 juillet 1827 - 13 juin 1900), dont descendance ;
- Alexandra de Saxe-Altenbourg (8 juillet 1830 - 6 juillet 1911) épouse le grand-duc Constantin de Russie (9 septembre 1827 - 13 juin 1892), dont descendance ;
- Louise de Saxe-Altenbourg (4 juin 1832 - 29 août 1833), célibataire, sans enfants.

Les princesses Thérèse, Élisabeth et Alexandra sont instruites par Carl Ludwig Nietzsche (1813-1849), le père du célèbre philosophe Friedrich Nietzsche.

## Distinctions

### Décorations allemandes

#### Duché d'Anhalt
- Grand-croix de l'Ordre d'Albert l'Ours (24 mars 1843)

#### Grand-duché de Bade
- Grand-croix de l'Ordre de la Fidélité (1832)
- Grand-croix de l'Ordre du Lion de Zaeringen (1832)

#### Royaume de Bavière
- Chevalier de l'Ordre de Saint-Hubert (1810)

#### Royaume de Hanovre
- Chevalier de l'Ordre de Saint-Georges (1844)

#### Grand-duché d'Oldenbourg
- Grand-croix de l'Ordre du Mérite du duc Pierre-Frédéric-Louis (29 mai 1847)

#### Royaume de Prusse
- Chevalier de l'Ordre de l'Aigle Noir (novembre 1849)
- Croix d'honneur de l'Ordre de Hohenzollern (1re classe)

#### Royaume de Saxe
- Chevalier de l'Ordre de la Couronne de Saxe (1832)

#### Duché de Saxe-Cobourg et Gotha
- Grand-croix de l'Ordre de la Maison ernestine de Saxe (décembre 1833)

#### Grand-duché de Saxe-Weimar-Eisenach
- Grand-croix de l'Ordre du Faucon blanc (10 octobre 1834)

#### Royaume de Wurtemberg
- Grand-croix de l'Ordre de la Couronne de Wurtemberg (1825)

### Décorations étrangères

#### Royaume de Belgique
- Grand-cordon de l'Ordre de Léopold (30 novembre 1840)

#### Royaume de Grèce
- Grand-croix de l'Ordre du Rédempteur

#### Empire russe
- Chevalier de l'Ordre de Saint-André
- Chevalier de l'Ordre de Saint-Alexandre Nevski
- Chevalier de l'Ordre de l'Aigle blanc
- Chevalier de l'Ordre de Sainte-Anne (1re classe)